# Ужастики (фильм)
Ужа́стики (англ. Goosebumps) — американский фильм 2015 года режиссёра Роба Леттермана. Сценарий фильма основан на одноимённой серии книг Роберта Лоуренса Стайна. Фильм вышел в прокат 16 октября 2015 года, в России — 3 декабря 2015 года.

## Сюжет
Закари Купер и его мама Гейл переезжают из Нью-Йорка в Мэдисон (Делавэр). По соседству с ними живут девушка Ханна со своим отцом. Зак пытается познакомиться с Ханной, но её отец говорит ему, чтобы парень держался подальше от их дома. Одним вечером Зак видит, как Ханна спорит с отцом, а затем слышит её крик. Он звонит в полицию, но отец Ханны убеждает приехавших полицейских, что крик доносился из телевизора.
Зак вместе с другом Чемпом пробираются в дом соседа, чтобы найти Ханну. В его кабинете они находят большой стеллаж с рукописями книг знаменитой серии детских страшилок «Ужастики» писателя Роберта Лоуренса Стайна, которым в итоге и оказался загадочный сосед. Но все книги закрыты на замок. Случайно Зак открывает одну из них, и из неё появляется огромный снежный человек, который громит кабинет и вырывается на волю. Ханна бросается в погоню за монстром, а Зак и Чемп следуют за ней.
В итоге они нагоняют чудовище на крытом ледовом катке, где Ханна рассказывает, что йети надо загнать обратно в книгу, но тот сопротивляется; ситуацию спасает отец Ханны, открыв книгу и загнав монстра обратно на страницы. Далее Стайн решает, что раз их тайна раскрыта, то ему с Ханной необходимо снова переехать. Но тут они узнают, что Снежный Человек случайно освободил из другой книги Слэппи — злобную куклу-чревовещателя со сверхъестественными способностями. Тот решает повеселиться и выпустить всех монстров, начав с фарфоровых садовых гномов-убийц. При этом марионетка сжигает все книги после освобождения чудовищ, чтобы их было невозможно загнать обратно. Временно разобравшись с гномами, герои пытаются догнать его на машине, но им мешают сначала мальчик-невидимка, а затем огромный богомол, который ломает машину. Не имея возможности загнать чудовищ обратно в книги, герои понимают, что единственный способ избавиться от них — это написать новую книгу, в которой надо собрать всех этих чудовищ. Для этого необходима хранящаяся в местной школе пишущая машинка Стайна, обладающая волшебной силой оживлять написанное.
Герои пытаются пройти через супермаркет, но натыкаются на оборотня и вынуждены опять бежать. В этот момент оборотня обезвреживает своим автомобилем оказавшаяся рядом Лоррейн Коньерс, тётя Зака. Отправив её в полицию за помощью, герои идут к школе кратчайшей дорогой — через кладбище. Зак и Ханна хотят в первый раз поцеловаться, и парень замечает, что девушка светится в лунном свете (впоследствии в школе он говорит с её отцом, и тот признаётся, что Ханна — также плод его воображения, который он создал как живую девочку после ухода жены). Напоследок герои убегают с кладбища, встретив очередных чудовищ из книг — оживших мертвецов.
Стайн отправляется писать книгу, чтобы заточить в неё чудовищ, пока ребята пытаются предупредить учеников, собравшихся на школьную дискотеку, о монстрах, но те им не верят, пока на школу не нападают все чудовища из книг во главе с оборотнем и Снежным Человеком. Школьники и учителя пытаются забаррикадировать двери, но вызванные Слэппи монстры быстро разрушают все укрепления. Стайн понимает, что это он нужен Слэппи, и садится в школьный автобус, отвлекая монстров на себя. Те действительно отправляются в погоню и нагоняют автобус, но он оказывается пустым и заминированным, и мощный взрыв временно уничтожает чудовищ.
Стайн, Ханна, Зак и Чемп отправляются в заброшенный парк аттракционов, чтобы дописать книгу, но прибывший Слэппи натравливает на своего создателя огромную каплю. В это время, сидя на колесе обозрения, Зак допечатывает книгу, но богомол рушит колесо, и оно катится через лес вместе с ребятами. После этого Зак хочет открыть книгу для того, чтобы заточить монстров, и понимает, что Ханна также будет заперта. Та признаётся, что давно уже знает о том, что она не обычная девочка, и готова принести себя в жертву. Ханна активизирует рукопись, и всех монстров вместе с ней затягивает в рукопись.
Спустя некоторое время город приходит в себя после нападения монстров. Зак привыкает к новой школе, а мистер Р. Л. Стайн стал в ней учителем литературы; кроме того, у него завязались отношения с Лоррейн, тётей Зака. После урока писатель признаётся Заку, что написал ещё одну книгу, чтобы вернуть Ханну. После того как счастливые Зак и Ханна уходят, Стайн замечает движение клавиш на своей пишущей машинке в витрине. Оказывается, что один монстр — мальчик-невидимка — остался на свободе и готов развлекаться.

## В ролях
| Актёр                | Роль                                                                   |
| -------------------- | ---------------------------------------------------------------------- |
| Дилан Миннетт        | Закари «Зак» Купер                                                     |
| Джек Блэк            | Роберт Лоуренс Стайн (также актёр озвучил Слэппи и Мальчика-Невидимку) |
| Одейя Раш            | Ханна Стайн                                                            |
| Эми Райан            | мама Зака Гейл Купер                                                   |
| Райан Ли             | друг Зака Чемпион «Чемп»                                               |
| Джиллиан Белл        | тётя Зака Лоррэйн Коньерс                                              |
| Хелстон Сейдж        | популярная студентка школы Мэдисона Тейлор                             |
| Стивен Крюгер        | популярный студент школы Мэдисона Дэвидсон                             |
| Кен Марино           | учитель физкультуры Коач Карр                                          |
| Тимоти Симонс        | работник Полицейского департамента Мэдисона офицер Стивенс             |
| Аманда Лунд          | напарница Стивенса офицер Брукс                                        |
| Кейт Артур Болден    | директор школы Мэдисона мистер Гаррисон                                |
| Роберт Лоуренс Стайн | руководитель драмкружка школы Мэдисона мистер Блэк                     |

## Критика
Фильм получил в основном средние и положительные отзывы критиков. На агрегаторе рецензий Rotten Tomatoes фильм имеет рейтинг 78 % на основе 165 отзывов со средним баллом 6,5 из 10. Критический консенсус вебсайта гласит: «Ужастики»  могут более, чем достаточно похвастаться своим жутким первоисточником, подходящим для детей, чтобы компенсировать рассеянный юмор и торопливый темп». На сайте Metacritic на основе 29 рецензий фильм получил оценку 60 из 100, что соответствует статусу «смешанные или средние отзывы».
Кевин Салливан из Entertainment Weekly поставил фильму оценку «B», сославшись в конце своего обзора: «В какой-то момент вы можете понять, что это как если бы Nickelodeon продюсировал „Хижину в лесу“. Это не скучное путешествие в мир, где истории и воображение являются мощными инструментами, которые могут вдохновить детей на самый страшный поступок — взять в руки книгу». 
Джефф Беркшир из Variety написал: «Перегрузка СДВГ в сочетании с понятным для детей подходом к ужасам (никто никогда не подвергается реальной опасности, а монстры никогда не бывают слишком страшными) приводит к созданию одноразового продукта, предназначенного для всех, но, вероятно, не найдущего отклик ни у кого». 

## Продолжение
В апреле 2016 года стало известно, что режиссёр Роб Леттерман и сценарист Даррен Лемке подписали договоры, согласно которым оба вернутся к работе над продолжением фильма. В 2017 году начались съёмки, фильм вышел в прокат в 2018 году.